# Liste der Kulturdenkmäler in der Gesamtanlage Elgershäuser Straße
Die folgende Liste enthält die in der Denkmaltopographie ausgewiesenen Kulturdenkmäler auf dem Gebiet des Ortsteils Bad Wilhelmshöhe der  Stadt Kassel, Hessen.
Hinweis: Die Reihenfolge der Denkmäler in dieser Liste orientiert sich an der Anschrift, alternativ ist sie auch nach der Bezeichnung oder der Bauzeit sortierbar.
Kulturdenkmäler werden fortlaufend im Denkmalverzeichnis des Landes Hessen durch das Landesamt für Denkmalpflege Hessen auf Basis des Hessischen Denkmalschutzgesetzes (HDSchG) geführt. Die Schutzwürdigkeit eines Kulturdenkmals hängt nicht von der Eintragung in das Denkmalverzeichnis des Landes Hessen oder der Veröffentlichung in der Denkmaltopographie ab.

Die Liste der Kulturdenkmäler in der Gesamtanlage Elgershäuser Straße ist eine Teilliste der Liste der Kulturdenkmäler in Bad Wilhelmshöhe und enthält die Kulturdenkmale, der als „Elgershäuser Straße“ bezeichneten Gesamtanlage im Stadtteil Bad Wilhelmshöhe, die in der vom Landesamt für Denkmalpflege Hessen 2009 herausgegebenen Denkmaltopographie der Stadt Kassel, Band III veröffentlicht wurden. 

## Legende
- Bezeichnung: Nennt den Namen, die Bezeichnung oder die Art des Kulturdenkmals.
- Lage: Nennt den Straßennamen und wenn vorhanden die Hausnummer des Kulturdenkmals. Die Grundsortierung der Liste erfolgt nach dieser Adresse. Der Link „Karte“ führt zu verschiedenen Kartendarstellungen und nennt die Koordinaten des Kulturdenkmals.
- Beschreibung: Nennt bauliche und geschichtliche Einzelheiten des Kulturdenkmals, vorzugsweise die Denkmaleigenschaften. In Klammern sollte die Begründung des Denkmalwertes abgekürzt angegeben werden: g = geschichtlich, k = künstlerisch, s = städtebaulich, t = technisch, w = wissenschaftlich.
- Bauzeit: Gibt die Datierung an; das Jahr der Fertigstellung bzw. den Zeitraum der Errichtung. Eine Sortierung nach Jahr ist möglich.

### Gesamtanlage Elgershäuser Straße
| Bild            | Bezeichnung | Lage                        | Beschreibung                    | Bauzeit | Daten |
| --------------- | ----------- | --------------------------- | ------------------------------- | ------- | ----- |
| Bild gesucht BW |             | Elgershäuser Straße 2 Lage  | (nur als Teil der Gesamtanlage) |         |       |
| Bild gesucht BW |             | Elgershäuser Straße 4 Lage  | (nur als Teil der Gesamtanlage) |         |       |
| Bild gesucht BW |             | Elgershäuser Straße 6 Lage  | (nur als Teil der Gesamtanlage) |         |       |
| Bild gesucht BW |             | Elgershäuser Straße 8 Lage  | (nur als Teil der Gesamtanlage) |         |       |
| Bild gesucht BW |             | Elgershäuser Straße 10 Lage | (nur als Teil der Gesamtanlage) |         |       |
| Bild gesucht BW |             | Elgershäuser Straße 12 Lage | (nur als Teil der Gesamtanlage) |         |       |
| Bild gesucht BW |             | Elgershäuser Straße 14 Lage | (nur als Teil der Gesamtanlage) |         |       |
| Bild gesucht BW |             | Elgershäuser Straße 16 Lage | (nur als Teil der Gesamtanlage) |         |       |